# テレビ東京系列昼ニュース枠
テレビ東京系列昼ニュース枠（テレビとうきょうけいれつひるニュースわく）は、テレビ東京をはじめとするTXN系列で、毎日昼に放送されている報道番組の一覧のことである。

## 各番組の歴史

### 平日
1969年12月より『東京12チャンネルニュース』として開始、1981年10月より社名変更に伴い『テレビ東京ニュース』となる。
1982年のテレビ大阪開局によりメガTONネットワークが発足し、『メガTONニュース』に名称変更。
1989年4月のテレビ北海道開局によりネットワーク名をTXNに変更し、ローカル枠も含めたスポットニュースの番組名を『TXNニュース』とする。
1990年10月改編より『株式ニュース』を内包した大型番組『TXNニュースワイド11』開始。当時他局ではFNNを除き15分枠がほとんどだった昼ニュース枠で1時間のワイド編成を採用した画期的な番組だった。また、この頃のTXNは朝と夜が経済情報に特化していたのに対し、昼と夕方では政治や外報、社会事件などの一般的なニュースも取り扱っていた。
1997年10月に帯番組の大改編があり、平日午前に『10時奥さまプラーザ』、夕方に『TXNニュースワイド 夕方いちばん』が誕生する。このため『ニュースワイド11』は終了、ニュースの放送時間が『株式ニュース』直後の11:50 - 12:00となる。ただし『奥さまプラーザ』番組内でもニュースコーナーを確保、2001年頃まで後続する平日午前の情報番組にも継承される。
2004年4月改編で『株式ニュース』と枠統合し『NEWS MARKET 11』となる。以降の番組は株式市況番組の性向が強くなり、TXNの平日デイリーニュース番組が株式・経済情報中心にシフトしていくこととなる。月 - 金曜の祝日は代替で『TXNニュース』を放送しているが、2017年9月を以って月 - 金曜の祝日朝の放送が終了したことや、2019年3月を以って日曜深夜枠が再度終了したことに伴い、2019年4月以降における月 - 金曜の祝日は、『昼サテ』の代替で放送されている『TXNニュース』が最初の報道番組枠となり、月曜が祝日の場合は日曜夕方版の『TXNニュース』から代替の『TXNニュース』まで18時間50分、火 - 金曜が祝日の場合は『ワールドビジネスサテライト』の月曜 - 木曜版から代替の『TXNニュース』まで約11時間40分、それぞれ報道番組枠が放送されなくなった。

### 週末
土日版の開始は遅く、日曜版は1993年4月に、土曜版は1995年10月に『TXNニュース』が開始されたが、土曜版は2008年4月改編で『週刊ニュース新書』→『田勢康弘の週刊ニュース新書』に内包される。日曜版はテレビ東京のみの放送となっていたが、2014年10月改編で朝枠に移動する形で事実上終了した。
その後『田勢康弘の週刊ニュース新書』が2016年4月改編で終了、後継番組をBSジャパンにて土曜朝9時に移動する形で終了したため、2008年3月末以来の土曜版における『TXNニュース』の独立編成が8年ぶりに復活し、当初は全系列局で放送されていたものの、2017年4月以降はテレビ東京のみの放送となった。テレビ東京以外の系列局における土曜昼ニュースは一部系列局で代替のローカルニュースを編成している地方局がある。

## 主な番組

### 平日
- 東京12チャンネルニュース（1969年12月1日 - 1982年2月26日）
- メガTONニュース（1982年3月1日 - 1989年3月31日）
- 生活経済ニュース
- TXNニュース（1989年4月3日 - 1990年9月28日）
- TXNニュースワイド11（1990年10月1日 - 1997年9月26日）
- ニュースウォッチ（1997年9月29日 - 2004年3月26日）
- NEWS MARKET 11（2004年3月29日 - 2008年9月26日） - 以降、前引けの株式市況ニュース枠と統合。
- E morning 第3部（2008年9月29日 - 2011年9月30日）
- Mプラス 11（2011年10月3日 - 2018年12月27日）
- 昼サテ（2019年1月4日 - ）

### 土曜日
- TXNニュース（1995年10月7日 - 2008年3月29日）
- 週刊ニュース新書→田勢康弘の週刊ニュース新書（2008年4月5日 - 2016年3月26日）
- TXNニュース（2016年4月2日 - ）

### 日曜日
- TXNニュース（1993年4月11日 - 2014年9月28日）

### 番組の移り変わり
| 期間      | 期間       | 平日                     | 土曜日                     | 日曜日       |
| --------- | ---------- | ------------------------ | -------------------------- | ------------ |
| 1969.12.1 | 1982.2.26  | 東京12チャンネルニュース | （放送なし）               | （放送なし） |
| 1982.3.1  | 1989.3.31  | メガTONニュース          | （放送なし）               | （放送なし） |
| 1989.4.3  | 1990.9.28  | TXNニュース              | （放送なし）               | （放送なし） |
| 1990.10.1 | 1993.4.2   | TXNニュースワイド11      | （放送なし）               | （放送なし） |
| 1993.4.5  | 1995.10.1  | TXNニュースワイド11      | （放送なし）               | TXNニュース  |
| 1995.10.2 | 1997.9.28  | TXNニュースワイド11      | TXNニュース                | TXNニュース  |
| 1997.9.29 | 2004.3.28  | ニュースウォッチ         | TXNニュース                | TXNニュース  |
| 2004.3.29 | 2008.3.30  | NEWS MARKET 11           | TXNニュース                | TXNニュース  |
| 2008.3.31 | 2008.9.28  | NEWS MARKET 11           | 週刊ニュース新書           | TXNニュース  |
| 2008.9.29 | 2011.10.2  | E morning（第3部）       | 田勢康弘の週刊ニュース新書 | TXNニュース  |
| 2011.10.3 | 2014.9.28  | Mプラス 11               | 田勢康弘の週刊ニュース新書 | TXNニュース  |
| 2014.9.29 | 2016.3.26  | Mプラス 11               | 田勢康弘の週刊ニュース新書 | （放送なし） |
| 2016.4.2  | 2018.12.27 | Mプラス 11               | TXNニュース                | （放送なし） |
| 2019.1.4  | 現在       | 昼サテ                   | TXNニュース                | （放送なし） |